# HyperMemory

Ukázka fungování HyperMemory

HyperMemory (zkráceně HM) je technologie od firmy AMD, která umožňuje sdílení operační paměti pro GPU na grafické kartě a integrované GPU (IGP) v čipsetu přes PCI-E a následné využití jako paměť pro GPU. Využívá nový rychlý přenos dat přes PCI-E, který popisuje 2012 pojmenovaný 3D grafické renderování přes čipy vyvinuté ATI/AMD.
Podle AMD má tato technologie přinést zvýšení výkonu, zvýšení propustnosti grafického subsystému, snížení ceny, nároků na výrobu atd. i u nižší třídy grafických karet (GPU), kde při použití této technologie je osazováno méně grafické paměti. Tato technologie však přinesla hlavně zvýšení odezvy a snížení propustnosti paměťového subsystému GPU oproti grafické kartě s plnou velikostí grafické paměti. Přesto u IGP přinesla tato technologie zvýšení výkonu díky zvýšení využitelné paměti. Při použití této technologie je využito u GPU 32- nebo 64bitové sběrnice k připojení grafické paměti, kam se ukládají nejčastěji používaný nebo nejpotřebnější data.
V praxi se používalo u některých grafických karet nebo integrovaných GPU, třeba HD 3300. Maximální využitelná velikost operační paměti je 1,919 GB.
Při použití HyperMemory na grafických kartách nižší třídy dojde ke snížení nákladů na výrobu, díky použití užší sběrnice a méně paměťových čipů, to má za následek snížení počtu vodivých cest na PCB, jednodušší napájecí kaskádu a i zmenšení samotné velikosti PCB. Díky tomu máme stále možnost dobrého 2D vykreslování a možnost si spustit méně náročné 3D aplikace (hry, programy,…). Řešení s HyperMemory je pomalejší než s vlastní diskrétní pamětí o vyšší paměti, většinou to je poměr s hypermemory proti diskrétní pamětí 1:4 nebo 1:2.
Grafické karty s doplňkovým názvem LE nebo HM měli většinou právě technologii HyperMemory.
První čipset s použitím HM byl Radeon Xpress 200. První grafická karta s použitím HM byla Radeon X300, zde bylo použito názvu Radeon X300 SE.